# Стеля

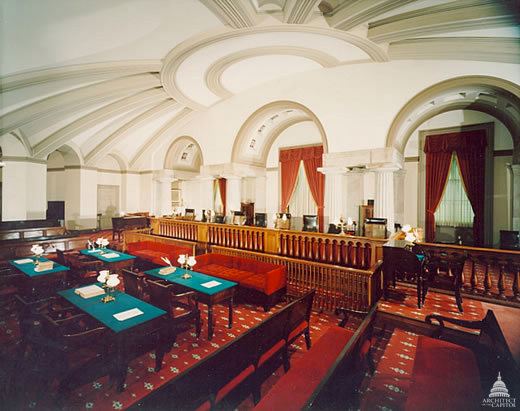
Стеля в Капітолії

Сте́ля (від слати) — нижня поверхня перекриття будівлі (або його покриття), що обмежує приміщення зверху; сукупність конструктивно-оздоблювальних елементів, що утворюють додаткове перекриття, котре «підвішується» до основного («підвісна стеля»).

## Історія

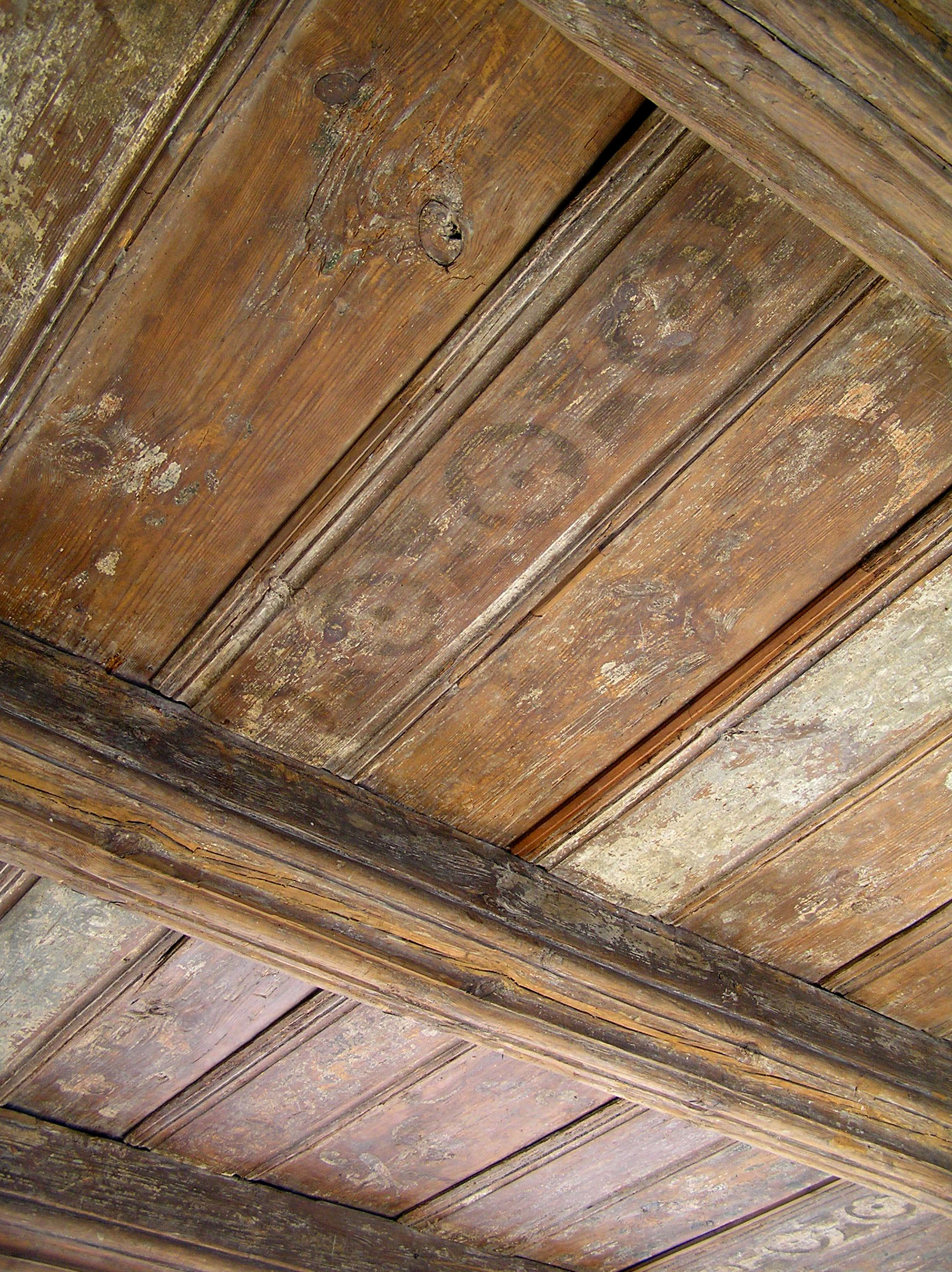
Дерев'яна стеля на будинку в Торуні XVI століття

Проста дерев'яна стеля виконувалася зі суцільного ряду тонких колод (накатин), проконопачених мохом або клоччям. Для збереження тепла накатна стеля покривалася шаром сухої землі, тирси чи моху товщиною близько 5 см. Більш досконала робилася з брусів (ундерцугів), покладених на певній відстані одна від одної, проміжки між якими забивалися дошками, що утворювали чорну підлогу чи набір. Ці дошки підтримували теплоізоляційний шар, а знизу підшивалися тонкими дошками чи тинькувалися. Зверху на стельові балки за потреби настилають чисту підлогу.

### Влаштування стелі в українській хаті
В українських хатах стелі були низькими. Для влаштування стелі на протилежні стіни клали поперечну балку — сволок, що проходила по поздовжній осі хати і ділила стелю надвоє. На сволок клали 2-4 менші балки — сволочки. Зверху на сволочки стелили дошки (що можуть зватися по-різному — поперечні, стелини, слижі, слижаки). Стелі влаштовували як з дерева, так і з інших матеріалів — очерету чи хмизу, пруття. Очеретяні снопи чи плетені в техніці плоту секції укладали на сволочки (сляжі, слижі).

## Конструкція
При будівництві в ролі стелі в приміщеннях найчастіше виступає бетонна плита, що служить роздільником між поверхами. Таким чином, нижня її частина стає стелею, верхня — підлогою верхнього поверху. Крім виконання функції поділу поверхів, стеля також є найчастіше опорою для люстри, пожежних сповіщувачів, датчиків руху, датчиків диму та камер відеоспостереження. 

## Декорація
Оскільки в процесі будівництва не завжди можливо забезпечити рівний стик плит (механічні пошкодження при транспортуванні або монтажі), після здачі об'єкта можна спостерігати нерівні і рельєфні виступи на поверхні стелі, котрі усувають удекотруванням з допомогю дизайнерських рішень.

## Види декорації стелі

### Клейові стелі
Традиційними для більшості росіян довгий час були три види обробки стель: побілка, фарбування й обклеювання стельовими шпалерами. Якщо стелю вже вирівняли, то ніяких утруднень з виконанням цих робіт за наявності певного досвіду виникати не повинно. Інша справа, що роботи ці достатньо трудомісткі, а отримуваний результат не здивує друзів і знайомих. Саме тому останнім часом все більша кількість людей при ремонті свого житла відмовляються від таких способів обробки. Замість побілки, фарбування і стельових шпалер все частіше використовують різні варіанти сучасних оздоблювальних матеріалів, які можна розділити на дві великі групи: підвісні стелі і клейові.
Найближче до звичних способів оформлення стель знаходяться клейові стелі. Так само як і вже перераховані традиційні варіанти обробки, вони вимагають відносної рівності стелі, але в набагато меншому ступені.
Матеріалом для обробки в цьому випадку служать квадратні або прямокутні панелі з екструдованого пінополістиролу або, як його часто називають, стиропору. Найпоширеніший розмір стельової плитки — 500×500 мм. Поверхня квадратних плиток може залишатися гладкою або рельєфною, що імітує ліпнину або різьблення по дереву. Такі плитки можуть бути пофарбовані в будь-який колір водоемульсійною фарбою. Також у продажу є варіанти плиток з ламінованою лицьовою поверхнею — вона покрита полімерною плівкою, яка прозора або імітує дерево, рогожку, перламутр або камінь. Перевага цих плиток — в можливості вологого догляду. Їх можна мити м'якою губкою теплою водою з милом. Тільки не треба заливати їх водою. Такі плитки прекрасно підходять для приміщень, де повітря забруднене, в першу чергу для кухонь. Ну а неламіновані — протирають сухою ганчірочкою або очищають пилососом з м'якою насадкою.

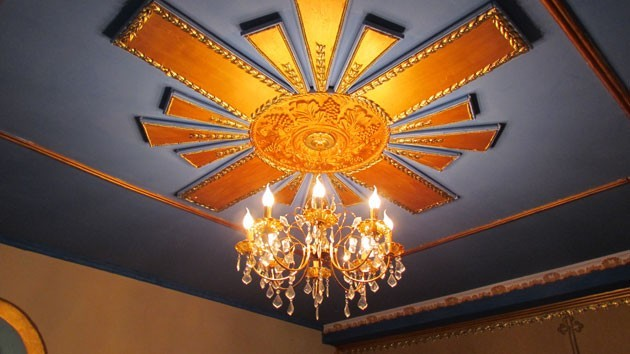
Стеля каплиці Тадея

Стиропорова плитка до стелі просто приклеюється, при цьому клеїти її можна практично на будь-яку поверхню: бетон, азбестоцемент, цегляну кладку, гіпсові і деревностружкові плити. Для приклеювання можна використовувати як спеціальні клеї для стиропорової плитки, так і полівінілацетатні (ПВА) і рідкі цвяхи. У цілому матеріал дуже зручний у роботі, так як він практично невагомий, легко ріжеться ножем шпалерним, а наклейка його не вимагає яких-небудь спеціальних пристосувань і навичок і легко може бути виконана самостійно. У більшості рекомендацій по наклейці стельових стиропорових плит рекомендують поверхню стелі заздалегідь очистити і заґрунтувати. Для ґрунтовки можна використовувати розведений водою полівінілацетатний клей. Хоча це в більшості випадків не обов'язково. У принципі, стиропорові плитки можуть бути наклеєні прямо на стару побілку, потрібно тільки перед їх наклейкою видалити ділянки, що слабко прилягають і відшаровуються. Перевага цього матеріалу в тому, що він легко приховує невеликі нерівності, які у разі побілки або фарбування будуть кидатися в очі. Якщо при наклейці плиток несподівано виявилося, що стеля все-таки більш нерівна, ніж очікувалося, і плитки зістикувати важко, то, щоб поєднати їх на час схоплювання клею, використовуйте звичайні кравецькі шпильки.
Для додання обробленим за допомогою стиропорових плиток стелі закінченого вигляду і для прикриття щілини, що неминуче залишаються між стельовою плитою і стіною, використовують стельові плінтуси. Так само як і плитка, вони можуть бути зроблені з пінополістиролу, але є і виконані з пінополіуретану. Класичного або сучасного малюнка, білі, в тон дерева або кольорові — стельові карнизи можуть оптично змінити пропорції приміщення, підкреслити його межі або гармонійно поєднувати переходи. Застосування плінтуса не лише покращує загальний вид стелі, але і спрощує приклеювання плитки по краях стелі. Взагалі ж різноманітні стельові плінтуси, карнизи, жолобник, розетки та інша «ліпнина» із сучасних полімерних матеріалів надають ідеальну можливість для завершення оформлення приміщення і додання йому індивідуального колориту. Маючи зовні невідрізнену схожість з дорогою і важкою гіпсовою або алебастровою ліпниною, вони практично невагомі і легко вмонтовуються на стіні та стелі. При цьому, однак, варто врахувати, що пінополістирол і пінополіуретан бояться яскравого сонячного світла — під впливом ультрафіолетового випромінювання вони з часом жовтіють.

### Підвісні стелі

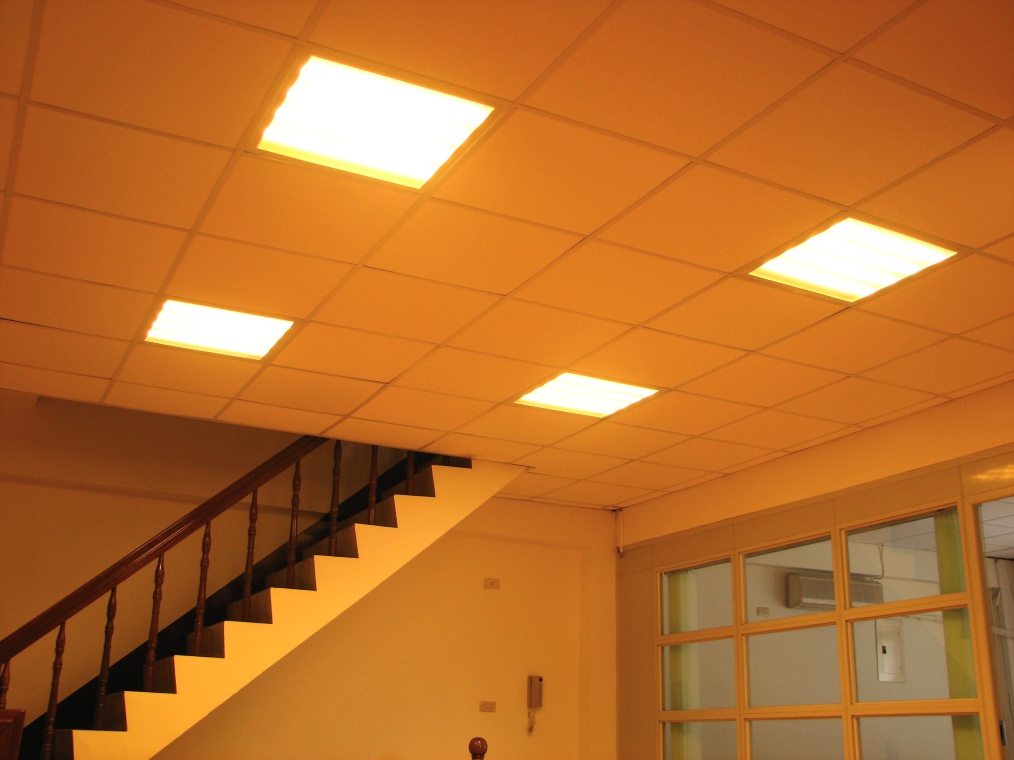
Підвісна стеля відкритого касетного типу із вбудованими світильниками

Підвісні стелі ефектно прикрасять будь-які приміщення. З їхньою допомогою легко приховати стельові комунікації і створити над головою бездоганний витвір будівельного мистецтва, який завгодно форми, кольору і фактури. Ще більша розмаїтість і вишуканість таких стель досягаються за рахунок численних варіантів їх підсвічування. Існує досить багато різних конструкцій підвісних стель, тому вибір її типу для кожного конкретного випадку проводиться з урахуванням всіх вимог, що пред'являються до приміщень в частині інтер'єру, акустики, світлотехніки, вентиляції і вартості.
У порівнянні з традиційними способами обробки і клейовим варіантом підвісні стелі мають цілий ряд переваг. Перш за все, вони не вимагають вирівнювання основної стелі, оскільки кріпляться на деякій відстані від неї. При цьому виключаються «мокрі» стадії обробки, що різко спрощує і прискорює проведення робіт. Крім того, в порожнині, що утворюється між основною і підвісною стелею, можуть бути приховані різні комунікації.
При монтажі підвісної стелі потрібно врахувати, що простір між ним і перекриттям повинно вентилюватися. Це необхідно, щоб виключити конденсацію пари води. Рекомендуються два методи очищення поверхні: вологий або сухий, залежно від виду використовуваних матеріалів. Зазвичай способи відходу вказуються в інструкції фірм-виготовлювачів.

### Касетні стелі
Найбільшого поширення за минулі роки отримали каркасні конструкції із заповненням спеціальними панелями. Такий тип стель часто називають растровим або касетним, підкреслюючи тим самим, що стеля збирається з досить дрібних елементів однієї і тієї ж форми, які укладаються в спеціальні монтажні рамки. Ці елементи являють собою плити з пресованої скло- або мінеральної вати з рядом наповнювачів (глина, крохмаль, целюлоза тощо). У використовуваних при їх виготовленні речовинах відсутні фенолформальдегідні смоли й азбест. Вони екологічно чисті та негорючі. Стандартні розміри плит 600x100, 1200x600 і 1200×1200 мм при товщині від 15 до 40 мм. Найчастіше вони бувають однотонно білі. Класична фактура — гладка, але можуть бути плити і з шорсткою поверхнею, «черв'ячками», крапками, щербинами, рельєфними геометричними й іншими малюнками. Крім стандартних декоративних моделей випускається цілий ряд спеціальних панелей. Серед них — вологостійкі панелі, що витримують вологість 100 %, антіударні, з антимікробним покриттям; розроблені і широко використовуються спеціальні акустичні стелі, які істотно знижують рівень шуму. Перераховані типи панелей в більшості своїй відносяться до спеціальних матеріалами і коштують істотно дорожче звичайних декоративних.
Система кріплень в таких підвісних стелях зазвичай складається з тримальних і проміжних профілів, підвісів і пристінних профілів (жолобників). У результаті стелю можна швидко змонтувати і при необхідності настільки ж швидко повністю або частково демонтувати.

## Рейкові стелі
Наступний вид підвісних конструкцій — рейкові стелі. Їх, як правило, монтують в приміщеннях невеликої площі з підвищеною вологістю або досить агресивним середовищем — в сантехнічних вузлах і кухнях. Вони легкі, довговічні, екологічно чисті, не бояться вологи, не згорають. Їх відрізняє і морозостійкість, тому вони можуть бути використані і в приміщеннях, що не мають опалення в холодну пору року.
Основний елемент такої стелі є тонка сталева або алюмінієва пластина товщиною 0,5 мм, покрита декількома шарами лаку гарячої сушки. Як правило, вони мають ширину 10 або 15 см і довжину 4 м. Рейкові стелі мають дуже широкий діапазон кольорових рішень зовнішньої обробки. Крім традиційних кольорів вони можуть імітувати посріблені, позолочені або хромовані поверхні, бути матовими або дзеркальними, з перфорацією або без. Стелі з перфорованими облицювальними елементами рекомендується застосовувати для поліпшення акустичних якостей — вони гасять реверберацію, а з декоративним малюнком — для поліпшення архітектурно-естетичних якостей приміщень. Додаткова різноманітність в зовнішній вигляд стелі може бути внесено так званою розкладкою — тонкими спеціально профільованими декоративними рейками, що вставляються між основними панелями, і різними світильниками.
Монтаж рейкових стель нескладний. Разом з декоративними плитами поставляється тримальний профіль — гребінка, яка кріпиться до основної стелі. Самі декоративні панелі до гребінці просто «прищіпуються» — вставляються у відповідні затиски-фіксатори. При необхідності їх так само легко можна демонтувати. Рейкові стелі можуть бути змонтовані і на підвісній системі. У цьому випадку до стелі кріпляться спеціальні гачки, від яких вниз спускаються підвіси регульованої довжини. До підвіс кріплються тримальні профілі і вже до них прикріплюють панелі.

## Дзеркальні стелі та інші варіанти

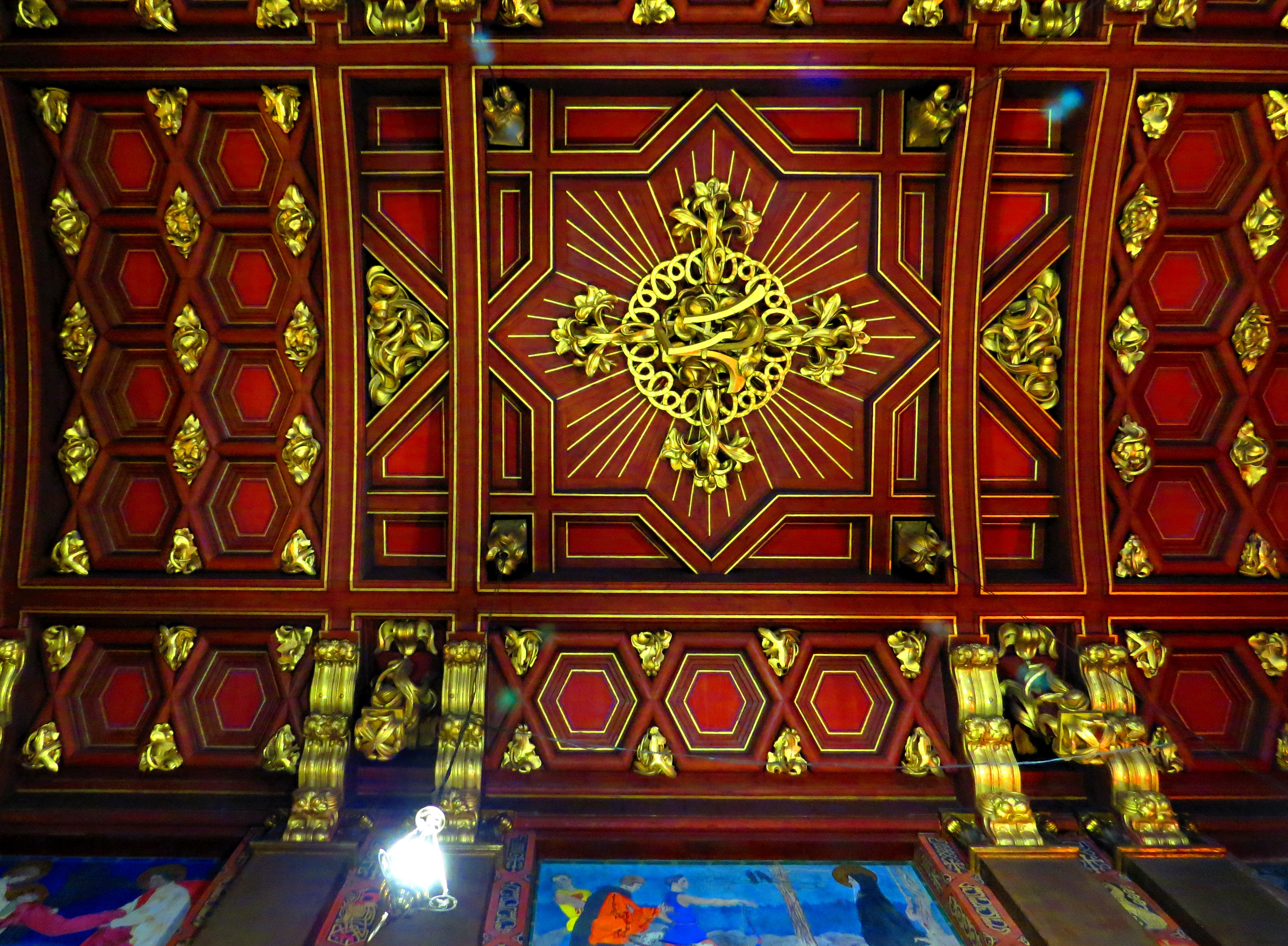
Дерев'яна стеля

Крім растрових і рейкових підвісних стель є й інші варіанти. Серед них отримують останнім часом все більше поширення дзеркальні стелі. Так само як і в касетних підвісних стелях, їх декоративні елементи являють собою полотна розміром 60х60 см і вмонтовуються на металеву растрову арматуру. Ще один варіант — підвісна стеля з гіпсокартонних листів на сталевому оцинкованому каркасі. Такі стелі використовують, якщо необхідно забезпечити достатню тепло- або шумоізоляцію. На відміну від усіх інших варіантів підвісних конструкцій, стеля з гіпсокартону після монтажу вимагає фінішної обробки. Існують спеціальні варіанти такої стелі, коли на гіпсокартонні плити з внутрішньої сторони нанесений шар акустичної повсті, а з лицьової — декоративне покриття.
Загальним конструктивним недоліком таких стель є те, що вони розраховані на велику висоту приміщення. Підвісна конструкція «опускає» стелю вашої квартири мінімум на 15-20 см, а це немало. Якщо ж потрібно, щоб підвісна стеля відстоювала від основної на меншу відстань, доведеться придумувати власну конструкцію підвіски.

## Натяжні стелі
Окремий варіант оформлення горизонтальних поверхонь у себе над головою — натяжні стелі. Вони виготовляються з полотен надміцних вінілових полімерів спеціального складу завтовшки 0,17-0,22 мм безпосередньо на підприємствах-виробниках за попередньо зробленими у кожному конкретному приміщенні вимірами. За розробленим ескізом зшиту з окремих смуг плівки ПВХ полотно викроюється точно за розмірами приміщення з урахуванням всіх його особливостей, після чого викрійка по периметру обробляється спеціальною гнучкою пластиною (гарпон), яка згодом використовується при його натягуванні. Готове полотнище обробляють спеціальними сумішами, складають, використовуючи міжшарові прокладки, упаковують в декілька шарів теплоізолювальної плівки і доставляють замовникові. Монтаж натяжних стель проводиться тільки фірмами-дистриб'юторами, атестованими на виконання цього виду робіт виробником стелі, оскільки цей вид робіт вимагає не тільки спеціального устаткування і матеріалів, але і професійних навичок.
До переваг натяжних стель слід віднести високу якість отримуваної поверхні, їх вологозахищенність, пожежну безпеку, високу міцність (витримують навантаження до 100 кг на м²), зручність в експлуатації (відсутність необхідності в спеціальному догляді), а також швидкість установки і тривалий термін служби (близько 15-20 років) при гарантії в 10 років, надається фірмами-виробниками на конструкції стелі. До цього потрібно додати щонайширший кольровий діапазон, дзеркальні, матові, металізовані і напівпрозорі варіанти, можливість створення складних об'ємних конструкцій, що робить натяжні стелі надзвичайно цікавими для вишуканих дизайнерських рішень.
Ну а діапазон застосування натяжних стель практично необмежений: від квартир і офісів до готелів, басейнів і концертних залів. Як недоліки натяжних стель зазвичай називають ту обставину, що їх потрібно ретельно берегти від зіткнення з гострими предметами, а також досить високу ціну. Вона вище, ніж у всіх інших варіантів оформлення стель, і росте зі зменшенням площі стелі.

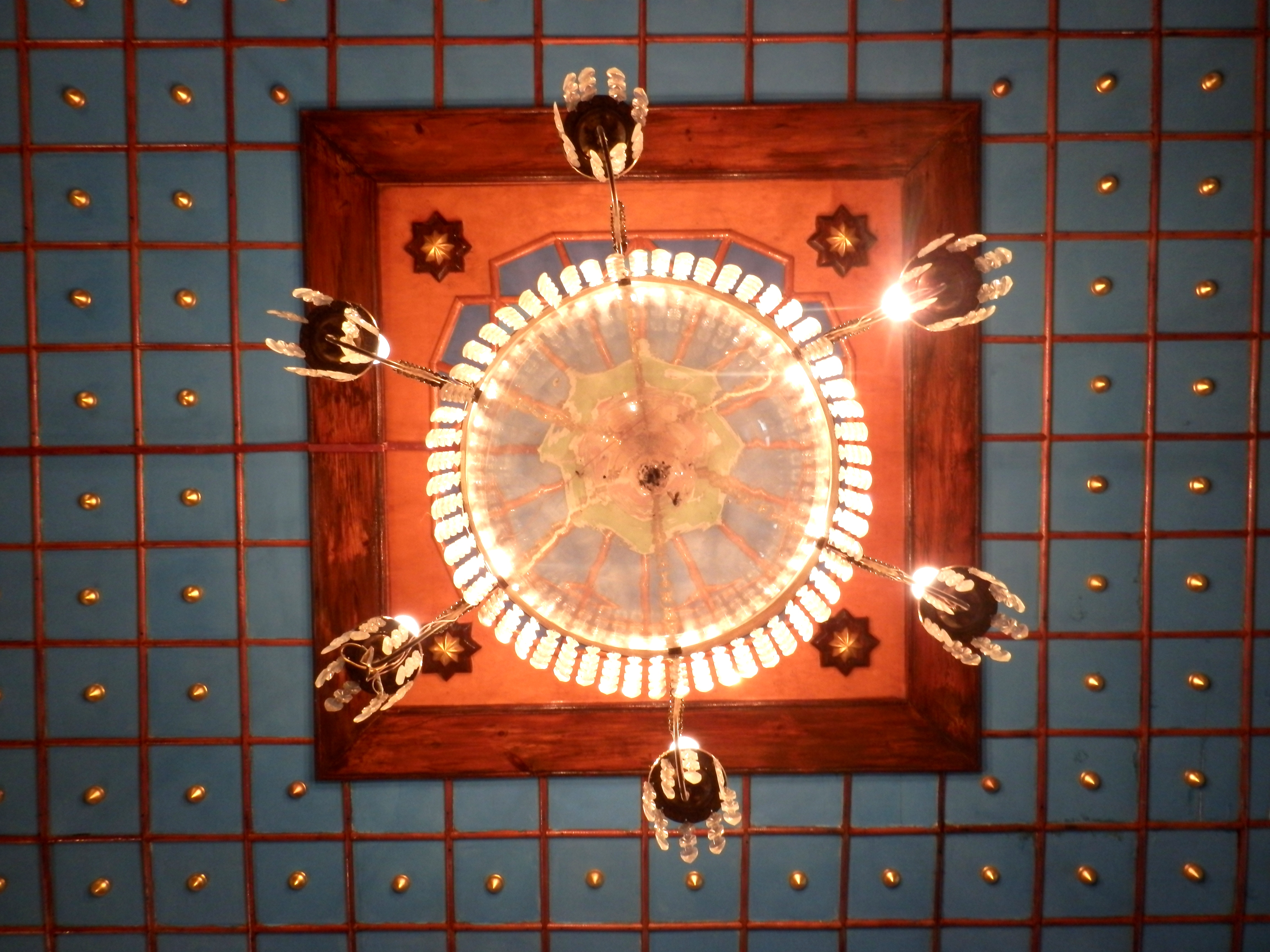
Стеля в Бахчисарайському палацово-парковому комплексі, Україна

Процедура монтажу натяжної стелі досить складна і залежить від особливостей приміщення і використовуваних світильників. Тому не будемо вдаватися в подробиці і лише позначимо основні етапи простого варіанту. Перш за все, на стінах по периметру приміщення строго горизонтально і на одному рівні закріплюють спеціальний профіль (багет) з жорсткого пластику або дюралюмінію, за який згодом і зачіпляються гарпон полотно стелі, і з точністю до одного градуса вимірюють кути приміщення. Багет має бути закріплений надійно, оскільки зусилля натягнення стелі на його відрив від стіни буде рівне приблизно 60 кг на погонний метр.
Після цього акуратно розвертається полотно стелі, при цьому температура в приміщенні повинна бути 40-50 °C, для чого воно спеціально розігрівається тепловою гарматою. Процедура розгортання надзвичайно відповідальна, тому що в цей момент полотнище можна легко пошкодити, і розгорнуто воно повинно бути так, щоб всі його кути збіглися з кутами приміщення.
Тепер настала пора установки полотна в багет. Попередньо полімерне полотно теж прогрівається, що робить його ростягаємим. Для початку полотно зачіпляється гарпон за багет по всіх кутах, після чого кріплять по всьому периметру, добиваючись його щільного прилягання до багета.
Після того як стелю натягнуть, переходять до монтажу світильників, у кожного з яких є свої особливості.

### Підшивна стеля
Підшивна стеля виконується з гіпсокартону, декоративних панелей і інших листових матеріалів. Їх кріплять до заздалегідь змонтованого на базовій стелі дерев'яного або металевого каркаса. Більшість використовуваних для стель матеріалів можна гнути, що дозволяє отримувати криволінійні поверхні.
При влаштуванні такої стелі, так само як і при монтажі підвісних моделей, відсутні «мокрі» ручні процеси. Ці стелі в основному застосовуються в приміщеннях з невеликими (1-2 см) нерівностями перекриття і там, де відсутні розводки комунікацій в пазусі стелі. Потрібно врахувати, що в таких стелях не можуть бути встановлені вбудовані світильники.
На відміну від усіх вище перерахованих підвісних стель, ця стеля вимагає подальшої декоративної обробки. Особливістю підвісних стель з гіпсоволокнистих плит є також їх чимала вага: маса 1 м² стелі коливається від 16 до 19 кг у залежності від способу його кріплення до основної стелі.

## Шліфування
Виконується у випадку, якщо площа дефекту незначна. За допомогою шпателя околиці проблемної ділянки і безпосередньо сам проблемну ділянку обробним матеріалом (шпаклівка), по висиханні якого поверхня шліфується і фарбується.

## Приховування
Виконується в разі, коли площа дефекту досить велика. Таким чином, поверхня нерівної та / або рельєфної стелі повністю закривається рівним матеріалом. Найчастіше роль оздоблювального матеріалу виконують:
- Натяжна стеля
- Пінопласт
- Гіпсокартон
- Метал
- ПВХ
- Скловолокно
- Деревина